# Osaka Tower
La Osaka Tower (大阪タワー, Ōsaka Tawā) fou una torre de telecomunicacions construïda al costat de l'antiga seu de l'Asahi Broadcasting Corporation (ABC), al districte urbà de Kita, a Osaka, Japó. A més de prestar servei com a torre de radiodifusió, també funcionà com a antena de ràdio per als taxistes de la ciutat.
La torre tenia una alçada de 160 metres. Construïda l'any 1966, es va construir amb tubs metàl·lics en una estructura de gelosia quadràtica, dissenyat per poder patir vibracions i una velocitat del vent de fins a 90 metres per segon. 102 metres més amunt, hi havia una plataforma d'observació de dos pisos. A la part superior, la torre estava pintada de blanc i, més amunt, de roig i blanc.
El cost econòmic total de la torre va ser de 400 milions de iens, i l'obra fou finalitzada l'any 1966. Hi va haver un escensor que podia conduir fins a 30 persones alhora a la plataforma d'observació al dalt de la torre, que a la vegada, podia acollir 270 persones. Fins a 4000 visitants van assistir a la inauguració de la torre. L'any 1979 es va instal·lar un plateau al pis superior de la plataforma d'observació des d'on es retransmetia un programa matinal amb informació metorològica i del trànsit. La plataforma d'observació va ser tancada al públic l'any 1997 per tal de reforçar les mesures de seguretat degut a, entre altres coses, l'avís de bomba de 1994. L'any 2008 es va decidir la destrucció de la torre a causa del trasllat de la seu d'ABC fins al districte de Fukushima, també a Osaka. La torre va ser finalment demolida el 2009.